# Stamboek
Een stamboek is een lijst met gegevens en afstammingen van dieren. Bij vermelding van runderen hierin spreekt men van stamboekvee. Men onderscheidt een gesloten en open stamboek. Het gesloten bevat alleen de geregistreerde dieren en de open versie bevat ook dieren van onbekende afstamming.
In Nederland en België kent men voor de meeste huisdieren een open stamboek. De beste dieren, gekeurd door keurmeesters, worden geregistreerd in een hulpstamboek of register, waarna de nakomelingen hiervan in het stamboek kunnen worden opgenomen. Opgenomen worden het signalement, de lichaamsmaten en productiecijfers. Bij runderen is daar vaak nog een vlektekening bijgevoegd.
Geboorten van jongvee worden bijgehouden in het jongveeboek. Wanneer deze registers een aantal jaren beslaan, kan men spreken van een pedigree (de afstammingslijst), waarin ook ouders en grootouders zijn vermeld. Het stamboek kan ook informatie bevatten op genetisch gebied.

## Stamboekorganisaties
Voorbeelden van Nederlandse stamboekorganisaties, waarbij de afstamming van dieren worden geregistreerd zijn:
- Rundveefokkerijorganisatie
  - Koninklijke Coöperatie Rundveeverbetering Delta (CR Delta), voorheen Nederlands Rundvee Syndicaat
- Paardenstamboek
- Kattenstamboekvereniging
- Kennelclub